# You Raise Me Up
You Raise Me Up è un brano musicale originariamente interpretato dal duo norvegese Secret Garden e inserito nel loro album Once in a Red Moon (2001).

## Il brano
Il testo del brano è stato scritto dall'irlandese Brendan Graham, mentre la musica è stata composta dal compositore e pianista norvegese Rolf Løvland, membro dei Secret Garden insieme alla cantante e violinista irlandese Fionnuala Sherry. Nella versione del gruppo collabora anche il cantante irlandese Brian Kennedy.

## Cover
La canzone è stata utilizzata come cover da tantissimi artisti o gruppi.
Nel 2004 il cantautore statunitense Josh Groban l'ha pubblicata come singolo per la promozione del suo album Closer.
Anche la boy band dei Westlife ha pubblicato il brano, come estratto dall'album Face to Face, nel 2005, ottenendo un grande successo con il raggiungimento della prima posizione nella classifica Official Singles Chart.
Nel 2007 la cantante sudcoreana Lena Park canta la versione giapponese del brano, intitolato Inori (祈り), per l'anime Romeo × Juliet.
Altre versioni sono quelle di Daniel O'Donnell, Wesley Klein, Sanna Nielsen, Celtic Woman, Connie Talbot e di molti altri artisti o gruppi.
Nel 2020 Quincy Jones (Playground Session) col brano You Raise Me Up ha realizzato un progetto mondiale di collaborazione come Global Virtual Piano Recital, componendo insieme 925 video inviati da musicisti in erba e non, in cui il brano viene suonato da casa durante il lock-down per la pandemia da corona virus.